# Bylica pontyjska
Bylica pontyjska (Artemisia pontica L.) – gatunek rośliny z rodziny astrowatych. Rodzimy obszar występowania to środkowa, południowa i wschodnia Europa oraz część Azji w strefie umiarkowanej (Syberia, Kazachstan, Chiny). Rozprzestrzenił się też poza tym obszarem w zachodniej i północnej Europie oraz w Ameryce Północnej. W Polsce jest bardzo rzadki. Charakter prawdopodobnie naturalny mają stanowiska położone w Niecce Nidziańskiej. Za antropogeniczne uważane są nieliczne, rozproszone stanowiska zarejestrowane jednak w całym kraju.

## Morfologia

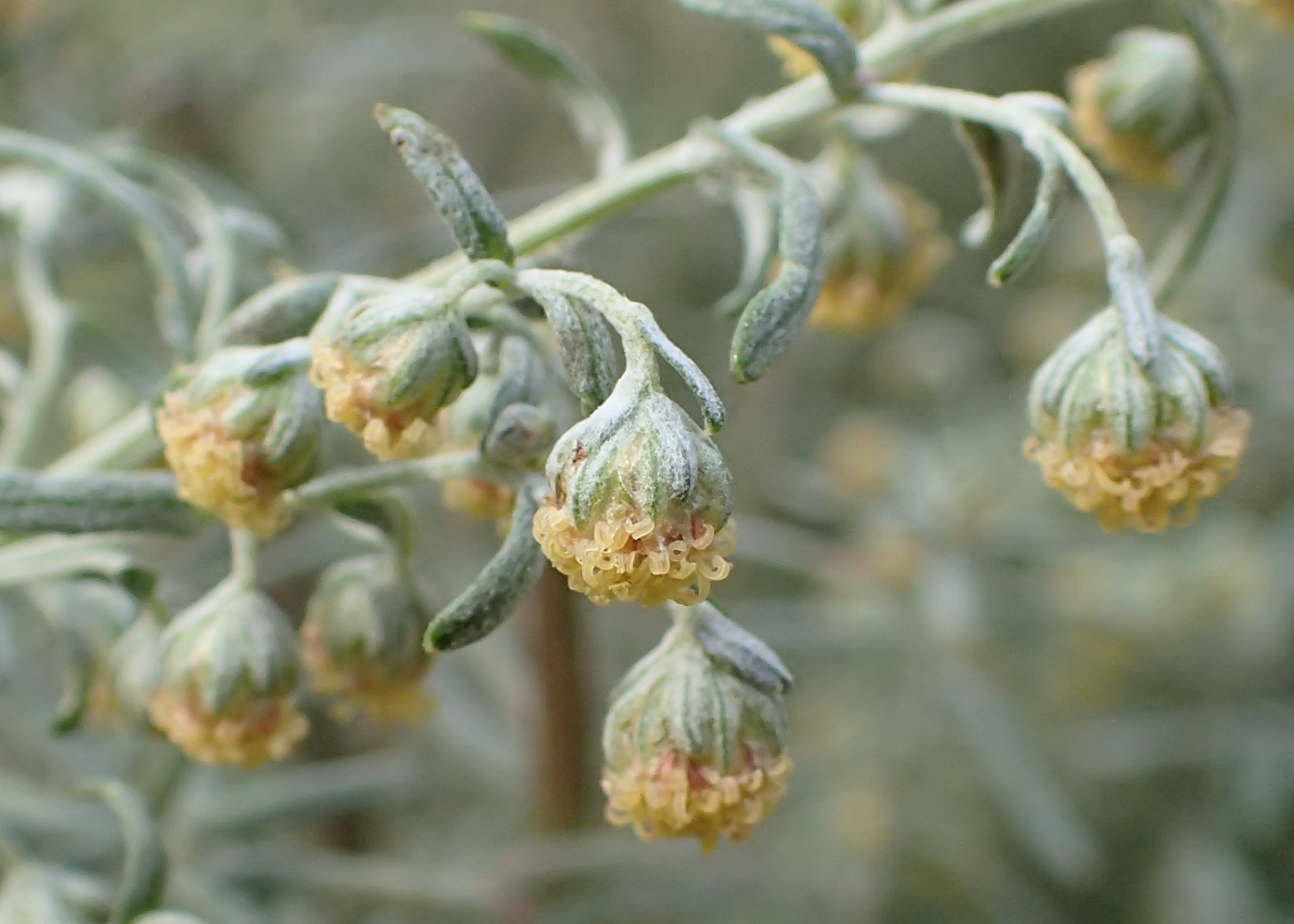
Koszyczki

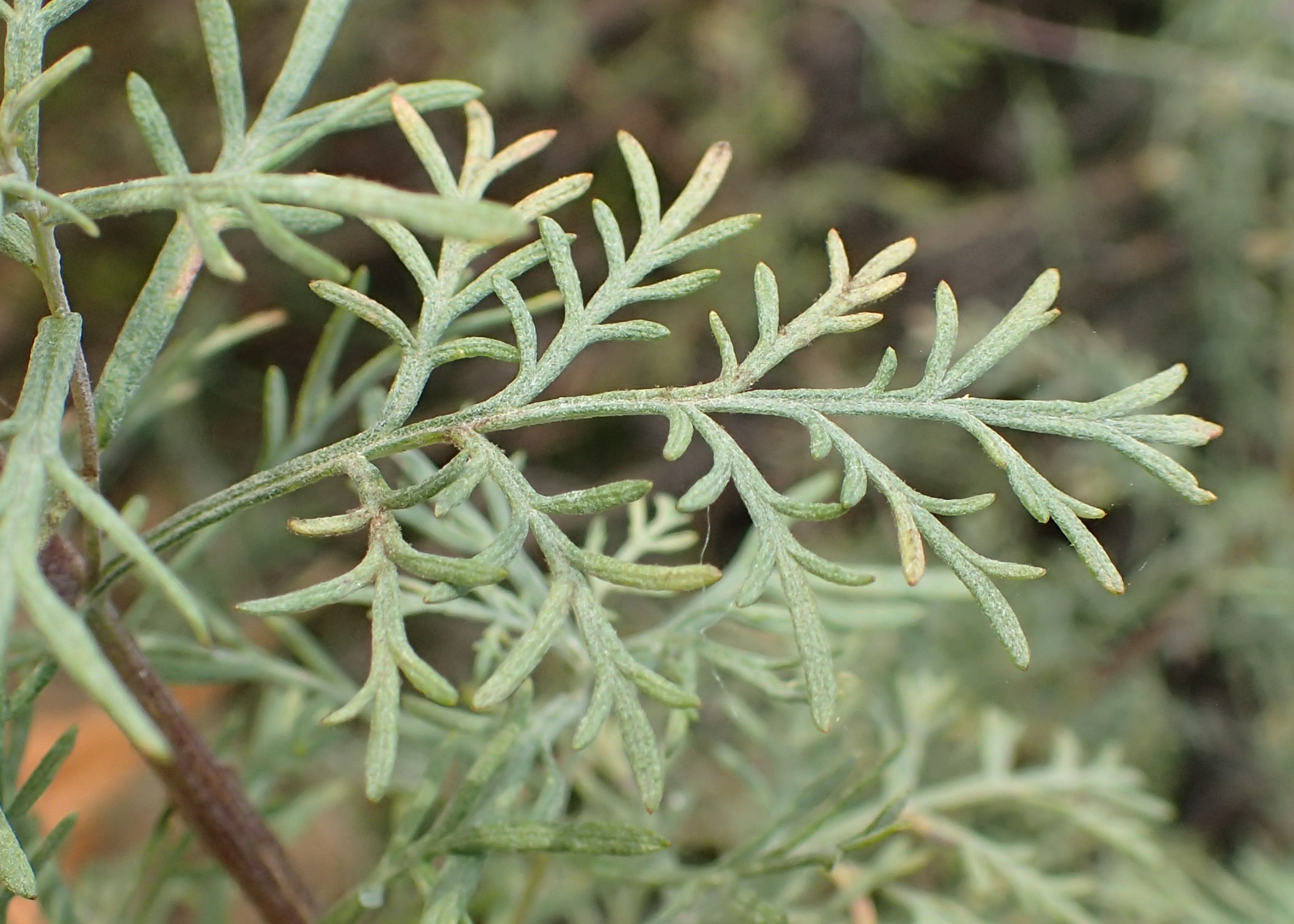
Liść

PokrójPędy pokryte są cienkim, srebrzystoszarym filcem i tylko w dole są nagie. Łodygi osiągające do 100 cm wysokości wyrastają pojedynczo i po kilka z cienkiego, pełzającego kłącza.
LiścieDolna na ogonkach z uszkowatą nasadą, górne siedzące. Blaszki do 5 cm długości i 3 cm szerokości, 2-3-krotnie pierzastosieczne. Z wierzchu są one przylegająco owłosione i szarozielone, od spodu biało kutnerowate. Odcinki liści równowąskie, całobrzegie, o szerokości 0,5-1 mm i długości do 6 mm.
KwiatyŻółte, z gruczołkami, zebrane w kuliste koszyczki o średnicy 3 mm, te z kolei tworzą w wąską i gęstą wiechę. Koszyczki są siedzące lub krótkoszypułkowe. Listki okrywy podługowate, obrzeżone błoniastym, nagim rąbkiem, poza tym filcowato owłosione.
OwocePodługowato jajowate niełupki o długości ok. 1 mm.
Gatunki podobneBylica austriacka Artemisia austriaca jest cała szaro filcowato owłosiona i ma łatki liści osiągające 5–15 mm długości. Rosnąca nad morzem bylica polna Artemisia campestris subsp. sericea jest biało filcowato owłosiona, ma koszyczki jajowate i kwiaty czerwonobrunatne.

## Biologia i ekologia
Bylina, hemikryptofit. Rośnie w murawach kserotermicznych na podłożu wapiennym. Kwitnie od sierpnia do września. Liczba chromosomów 2n=16.

## Zagrożenia i ochrona
Kategorie zagrożenia gatunku:
- Kategoria zagrożenia w Polsce według Czerwonej listy roślin i grzybów Polski (2006)[10]: E (wymierający); 2016: CR (krytycznie zagrożony)[11].
- Kategoria zagrożenia w Polsce według Polskiej czerwonej księgi roślin: CR (ang. critical, krytycznie zagrożone)[12].